# گایوس (نام کوچک)
گایوس (انگلیسی: Gaius)  یک نام لاتین praenomen یا نام کوچک است که یکی از رایج‌ترین نام‌ها در طول تاریخ روم بود. شکل زنانه آن گائیا است.